# Panorama (pista sciistica)
La Panorama è una pista sciistica situata a Semmering, in Austria. Sul pendio, che si snoda sullo Zauberberg, si tengono gare di slalom gigante e slalom speciale della Coppa del Mondo femminile. La località si alterna annualmente con Lienz.

## Albo d'oro

### Slalom gigante
| Data             | Competizione                       | Primo             | Secondo               | Terzo                     |
| ---------------- | ---------------------------------- | ----------------- | --------------------- | ------------------------- |
| 27 dicembre 1998 | Coppa del Mondo di sci alpino 1999 | Anita Wachter     | Alexandra Meissnitzer | Andrine Flemmen           |
| 28 dicembre 2000 | Coppa del Mondo di sci alpino 2001 | Sonja Nef         | Corinne Rey-Bellet    | Sarah Schleper            |
| 28 dicembre 2002 | Coppa del Mondo di sci alpino 2003 | Karen Putzer      | Janica Kostelić       | Nicole Hosp Denise Karbon |
| 28 dicembre 2004 | Coppa del Mondo di sci alpino 2005 | Marlies Schild    | Tanja Poutiainen      | Elisabeth Görgl           |
| 28 dicembre 2006 | Coppa del Mondo di sci alpino 2007 | Kathrin Zettel    | Nicole Hosp           | Marlies Schild            |
| 28 dicembre 2008 | Coppa del Mondo di sci alpino 2009 | Kathrin Zettel    | Manuela Mölgg         | Lara Gut                  |
| 28 dicembre 2010 | Coppa del Mondo di sci alpino 2011 | Tessa Worley      | Maria Riesch          | Kathrin Hölzl             |
| 28 dicembre 2012 | Coppa del Mondo di sci alpino 2013 | Anna Fenninger    | Tina Maze             | Tessa Worley              |
| 27 dicembre 2016 | Coppa del Mondo di sci alpino 2017 | Mikaela Shiffrin  | Tessa Worley          | Manuela Mölgg             |
| 28 dicembre 2016 | Coppa del Mondo di sci alpino 2017 | Mikaela Shiffrin  | Tessa Worley          | Viktoria Rebensburg       |
| 28 dicembre 2018 | Coppa del Mondo di sci alpino 2019 | Petra Vlhová      | Viktoria Rebensburg   | Tessa Worley              |
| 27 dicembre 2022 | Coppa del Mondo di sci alpino 2023 | Mikaela Shiffrin  | Petra Vlhová          | Marta Bassino             |
| 28 dicembre 2022 | Coppa del Mondo di sci alpino 2023 | Mikaela Shiffrin  | Lara Gut-Behrami      | Marta Bassino             |
| 28 dicembre 2024 | Coppa del Mondo di sci alpino 2025 | Federica Brignone | Sara Hector           | Alice Robinson            |

### Slalom speciale
| Data             | Competizione                       | Primo              | Secondo               | Terzo                 |
| ---------------- | ---------------------------------- | ------------------ | --------------------- | --------------------- |
| 29 dicembre 1995 | Coppa del Mondo di sci alpino 1996 | Pernilla Wiberg    | Karin Roten           | Elfi Eder             |
| 30 dicembre 1995 | Coppa del Mondo di sci alpino 1996 | Elfi Eder          | Marianne Kjørstad     | Kristina Andersson    |
| 28 dicembre 1996 | Coppa del Mondo di sci alpino 1997 | Pernilla Wiberg    | Deborah Compagnoni    | Anita Wachter         |
| 29 dicembre 1996 | Coppa del Mondo di sci alpino 1997 | Deborah Compagnoni | Patricia Chauvet      | Claudia Riegler       |
| 28 dicembre 1998 | Coppa del Mondo di sci alpino 1999 | Kristina Koznick   | Karin Roten           | Pernilla Wiberg       |
| 29 dicembre 2000 | Coppa del Mondo di sci alpino 2001 | Janica Kostelić    | Sonja Nef             | Trine Bakke           |
| 29 dicembre 2002 | Coppa del Mondo di sci alpino 2003 | Janica Kostelić    | Christel Pascal       | Nicole Gius           |
| 29 dicembre 2004 | Coppa del Mondo di sci alpino 2005 | Marlies Schild     | Janica Kostelić       | Tanja Poutiainen      |
| 29 dicembre 2006 | Coppa del Mondo di sci alpino 2007 | Therese Borssén    | Kathrin Zettel        | Marlies Schild        |
| 29 dicembre 2008 | Coppa del Mondo di sci alpino 2009 | Maria Riesch       | Tanja Poutiainen      | Lindsey Vonn          |
| 29 dicembre 2010 | Coppa del Mondo di sci alpino 2011 | Marlies Schild     | Maria Riesch          | Christina Geiger      |
| 29 dicembre 2012 | Coppa del Mondo di sci alpino 2013 | Veronika Zuzulová  | Kathrin Zettel        | Tina Maze             |
| 29 dicembre 2016 | Coppa del Mondo di sci alpino 2017 | Mikaela Shiffrin   | Veronika Zuzulová     | Wendy Holdener        |
| 29 dicembre 2018 | Coppa del Mondo di sci alpino 2019 | Mikaela Shiffrin   | Petra Vlhová          | Wendy Holdener        |
| 29 dicembre 2020 | Coppa del Mondo di sci alpino 2021 | Michelle Gisin     | Katharina Liensberger | Mikaela Shiffrin      |
| 29 dicembre 2022 | Coppa del Mondo di sci alpino 2023 | Mikaela Shiffrin   | Paula Moltzan         | Lena Dürr             |
| 29 dicembre 2024 | Coppa del Mondo di sci alpino 2025 | Zrinka Ljutić      | Lena Dürr             | Katharina Liensberger |